# 柴谷宗叔
柴谷 宗叔（しばたに そうしゅく、1954年〈昭和29年〉 - ）は、四国遍路を専門とする日本の宗教研究者、僧侶、トランスジェンダー。高野山大学博士（密教学）。大阪府守口市の性善寺（大徳山浄峰寺）住職。高野山真言宗権少僧正。四国八十八ヶ所霊場会公認元老大先達、西国三十三所札所会公認特任大先達。元新聞記者（読売新聞社勤務）で、学位取得後は高野山大学密教文化研究所で受託研究員、委託研究員を務め、巡礼遍路学会では事務局長を務めた。性的少数者、LGBTに対する支援活動にも取り組んでいる。

## 来歴・人物

### 生い立ち、新聞社時代
1954年、3人兄弟の長男として大阪府に生まれる。小学生のころから男性であることに違和感を持ち、「男は男らしく」と言う父とは確執があった。大阪教育大学附属高等学校天王寺校舎を卒業後は早稲田大学第一文学部に進学し、親元を離れる。女性服を買ったり化粧をするようになり、新宿のゲイバーではじめて自分と同じ悩みを持つ人に会えたとという。
卒業後は読売新聞社に就職。大阪本社経済部で新聞記者として仕事に励み、後に編成部に異動。岡山、および神戸勤務し、神戸では自宅を構えた。記者時代はスーツとネクタイ姿が苦痛で、家で女装や化粧をしたりゲイバーで仲間といると落ち着いたという。また、会社では自分の悩みをひた隠しにしていた。
1991年、慰安旅行で青岸渡寺を訪れたことをきっかけに、西国三十三所めぐりを始め、四国八十八箇所や近畿三十六不動尊霊場、西国薬師四十九霊場にも赴くようになる。1995年の阪神・淡路大震災では、柴谷自身は大阪府寝屋川市の実家にいて無事だったが、神戸市東灘区の自宅が被災自宅が倒壊。自宅から掘り起こした納経帳を見て、お大師様が助けてくれたと感じたという。柴谷は1998年から四国遍路巡礼を再開し、1999年には四国八十八ヶ所霊場会公認先達の資格を得る（のちに公認大先達を経て公認元老大先達。

### 高野山時代
2003年、お遍路仲間に勧められて高野山大学大学院文学研究科の社会人コースに入学。当初は新聞記者を務めつつ週1回の通学であったが、2005年に早期退職して得度。四国遍路の巡礼について、現代の実態や番外札所を調べ、修士論文にまとめる。2007年修士課程修了。同年11月、『公認先達が綴った遍路と巡礼の実践学』が出版される。なお、関西先達会では役員を務め、歌一洋の「四国八十八ヶ所ヘンロ小屋プロジェクト」にも協力した。
一方、柴谷は高野山に家を移し、岡山大学病院で性同一性障害の診断を受ける。通院を続け、同病院で2010年に性別適合手術を済ませ、戸籍の性別を男性から女性に変更する。僧籍の性別変更は高野山でも異例のことであり、男社会であることから反対もされたが、宗務総長の配慮で事務手続きのみでスムーズに変更が完了する。博士課程の研究では澄禅の『四国辺路日記』を題材に選び、フィールドワークで澄禅の足取りを確定させた。
2013年、高野山大学で博士（密教学）の学位を取得し、高野山本山布教師心得の資格も得る。高野山真言宗大僧都。高野山大学密教文化研究所の受託研究員（のち、委託研究員（2018年現在）。）2014年、巡礼遍路研究会が設立され、柴谷は事務局長に就任。年末には88回目の四国八十八箇所巡礼を達成した。また、園田学園女子大学の公開講座でも講師を務めるようになる。

### LGBT僧侶として
柴谷は性的少数者、LGBT向けの講演を行うとともに、座談会やインターネットで悩み相談も実施。一方、実家では母親が要介護認定となり、介護にも携わる。なお、2018年2月、柴谷はフジテレビの『ザ・ノンフィクション』に出演。母親との確執や介護のこと、実家に性的少数者（セクシャルマイノリティ）の「駆け込み寺」としての寺を設立する活動が取り上げられた。「多様な性は善」という意図で寺の名前は「性善寺」とした。当初は実家の離れに建築予定で、設計は歌一洋の建築事務所に依頼している。
その後、建立資金の寄進を寺院譲渡資金として、日蓮宗系統の宗教法人大徳山浄峰寺（じょうほうじ）を引き継ぐ。通称として「性善寺（しょうぜんじ）」を用い、真言宗系に改修するため、引き続きクラウドファンディングなど寄進依頼の活動も行った。セクシャルマイノリティがパートナーと同じ墓に入れるようにしたり、望む性別の戒名を生前に与えること、LGBT同士の仏前結婚式などを計画した。
寺の改装を終え、2019年2月24日に晋山式の法要を実施。2019年9月現在、性善寺において代表役員住職を務めつつ、高野山真言宗では権少僧正になっている。

## 主な著作

### 学位論文
- 『江戸時代前期の四国遍路の実態 ―澄禅『四国辺路日記』の検証を通して―』高野山大学〈博士学位論文（甲第11号）〉、2013年3月。

### 著書
（単著）
- 『公認先達が綴った遍路と巡礼の実践学』高野山出版社、2007年11月、ISBN 9784875270539、NCID BA88019040。
- 『江戸初期の四国遍路 ―澄禅『四国辺路日記』の道再現―』法藏館、2014年4月、ISBN 9784831856944、NCID BB15591309。
- 『四国遍路こころの旅路』慶友社、2017年4月、ISBN 9784874492581、NCID BB24051936。

（分担執筆）
- 『空海名言法話全集 空海散歩 第1巻 苦のすがた』白象の会 著、近藤堯寛 監修、白象の会発起人 編集、筑摩書房、2017年、ISBN 9784480713117。

### 論文
- 「写し霊場と新規霊場開設の実態について」『密教文化』第221号、2008年、73-97頁、127頁。
- 「複数の河内西国三十三所霊場について」『印度學佛教學研究』第57巻第2号、2009年、724-727頁。
- 「江戸時代の四国番外札所 ―澄禅『四国辺路日記』を中心に―」『印度學佛教學研究』第58巻第2号、2010年、837-840頁。
- 「澄禅『四国辺路日記』の検証」『印度學佛教學研究』第61巻第1号、2012年、179-184頁。
- 「澄禅『四国辺路日記』から読み取る江戸時代前期の様相」『印度學佛教學研究』第60巻第2号、2012年、727-731頁。
- 「江戸時代前期の四国遍路道再現」『印度學佛教學研究』第62巻第1号、2013年、236-241頁。
- 「澄禅『四国辺路日記』の道再現」『印度學佛教學研究』第63巻、第1号、2014年、253-257頁。
- 「四国地方における各種巡礼」『印度學佛教學研究』第64巻第2号、2016年、662-666頁。